# Bürgermeisterei Dorp
Die Bürgermeisterei Dorp war im 19. Jahrhundert eine Bürgermeisterei und Stadt im Kreis Solingen der preußischen Rheinprovinz. Sie ging aus Teilen des mittelalterlichen bergischen Amtes Solingen hervor, das 1806 unter den Franzosen aufgelöst wurde und in eigenständige Kantone und Mairies unterteilt wurde. Unter Preußen wurde die nach dem Titularort Dorperhof sogenannte Mairie Dorp in die Bürgermeisterei Dorp umgewandelt und erhielt 1856 das Stadtrecht. Im Jahre 1889 wurde Dorp nach Solingen eingemeindet und verlor damit seine Eigenständigkeit.
Die Stadt Dorp war ähnlich wie Höhscheid trotz ihrer zahlreichen Industriebetriebe bis zuletzt in ihrem Charakter eine Landgemeinde geblieben, die aus vielen verstreut im Stadtgebiet liegenden Wohnplätzen bestand. Erst in den 1880er Jahren entstanden etwa durch die Einrichtung einer eigenen Sparkasse und den Neubau eines Rathauses teilweise städtische Strukturen und die Stadt wuchs an ihrem Nordrand mit Solingen zusammen.
Heute gehört das ehemalige Gemeindegebiet Dorps im Norden zum Solinger Stadtbezirk Mitte, im Süden zum Stadtbezirk Burg/Höhscheid, die Ortsbezeichnung Dorp für das einstige Stadtgebiet ist heute weniger gebräuchlich. Dorp bildet allerdings bis heute eine der sieben Gemarkungen innerhalb der bergischen Großstadt Solingen.

## Geographie

### Geographische Lage

Die Grenzen von 1808 bis 1888 der sieben ehemaligen Städte auf dem Gebiet der heutigen Stadt Solingen; die Stadt Dorp im östlichen Bereich

Das Gebiet der Bürgermeisterei und Stadt Dorp lag im Nordwesten der Bergischen Hochflächen am Übergang von dem Solinger Höhenrücken zum Westlichen Wupperengtal. Der ursprüngliche Siedlungskern am Dorper Hof liegt dabei auf rund 220 Meter über NHN, den mit etwa 261 Metern über NHN höchsten Punkt des Gemeindegebietes bildete die Krahenhöhe. Das Gelände fällt nach Osten und Süden zum Fluss Wupper auf teils bis zu 130 bzw. 84 Meter über NHN ab. Von West nach Ost bzw. von Nord nach Süd zerschneiden zahlreiche Bachläufe wie der Bertramsmühler Bach das Gelände, die die Solinger Hochfläche und die Krahenhöhe in Richtung der Wupper entwässern.:1
Der Verlauf der Gemeindegrenze der Bürgermeisterei und Stadt Dorp bis 1889 kann wie folgt skizziert werden: Vom Werwolf aus folgte die Nord- und Ostgrenze zu Solingen ungefähr der späteren Korkenzieherbahn, dann der Klauberger Straße nach Osten und der Cronenberger Straße nach Norden. An der Einmündung der Kuller Straße war die Grenze zu Gräfrath erreicht, die Dorper Grenze verlief weiter am Rande des Bärenlochs in nordöstliche Richtung bis zur Fleußmühle und folgte dann dem Verlauf des Külfer Bachs bis Kohlfurth, wo die Wupper und die Stadtgrenze zu Cronenberg erreicht wurde. Bis hinter den Wiesenkotten folgte die Dorper Grenze dann dem Verlauf des Flusses Wupper. Die Grenze umging dann auf direktem Wege in südwestlicher Richtung die Wupperschleife, in der die Stadt Burg liegt, und folgte östlich von Strohn wieder dem Verlauf der Wupper bis Wüstenhof. Die Ostgrenze zu Höhscheid bildete ab Wüstenhof zunächst der Wüstenhofer Weg und ab Vockert etwa die Straße Grünental, bis der Weinsberger Bach erreicht wurde. Die Grenze folgte dann in nördlicher Richtung bis zum Weegerhof dem Verlauf des Bachs, bevor sie noch einige Straßenzüge rund um den Grünewald mit einschloss, ehe sie ungefähr mit dem Verlauf der späteren Bahnstrecke in östlicher Richtung wieder auf den Werwolf traf.

### Stadtstruktur
Dorp blieb bis in die zweite Hälfte des 19. Jahrhunderts ausschließlich weilerartig besiedelt.:1 Erst in den 1880er Jahren verdichtete sich die Bebauung im Bereich der nördlichen Stadtgrenze zu Solingen sowie am Grünewald und es entstanden durch gründerzeitliche Neubauten erste städtische Strukturen in Dorp. Die ursprüngliche Besiedlungsform durch Hofschaften blieb, bedingt durch die zerklüftete Topographie, abseits der Höhenrücken jedoch meist bis heute erhalten. Entlang der Höhenrücken und Hochplateaus im Stadtgebiet verdichtete dich die Bebauung allerdings noch in den 1880er Jahren.
Entlang der Hauptausfallstraßen entstanden in Dorp ab der zweiten Hälfte des 19. Jahrhunderts zahlreiche Fabriken und Produktionsstätten der Dorper Industrie, die wie die Solinger mehrheitlich zur Schneidwarenindustrie zählte, darunter die Großbetriebe J. A. Henckels und Friedrich Herder Abraham Sohn. Diese Fabriken entstanden häufig direkt neben Wohnhäusern, eine Trennung zwischen Wohnen und Industrie fand nicht statt. Da Dorp über keinen eigenen Anschluss an das Eisenbahnnetz verfügte, waren die Straßenverbindungen die einzig möglichen Transportwege für die ansässige Industrie. Nach seiner Einweihung 1867 wurde von der Dorper Industrie allerdings der Bahnhof am Weyersberg in Solingen mitgenutzt.

## Geschichte

### Vor- und Frühgeschichte
Einzelfunde aus der Jung- und der Mittelsteinzeit auf späterem Dorper Gemeindegebiet gelangen im Bereich der Krahenhöhe, bei Unnersberg sowie bei Strohn. Nahe dem Wiesenkotten befinden sich auf dem Bergrücken zwischen Jagenberg und Dorperhof Reste einer möglicherweise frühgeschichtlichen Grabenanlage, die sogenannte Ringwallanlage Wiesenkotten.:1 Weitere Reste von Erdwällen und Gräben im Bereich Glüder deuten auf die sogenannte Ringwallburg Heidenkeller hin.

### Siedlungsursprünge bis 18. Jahrhundert

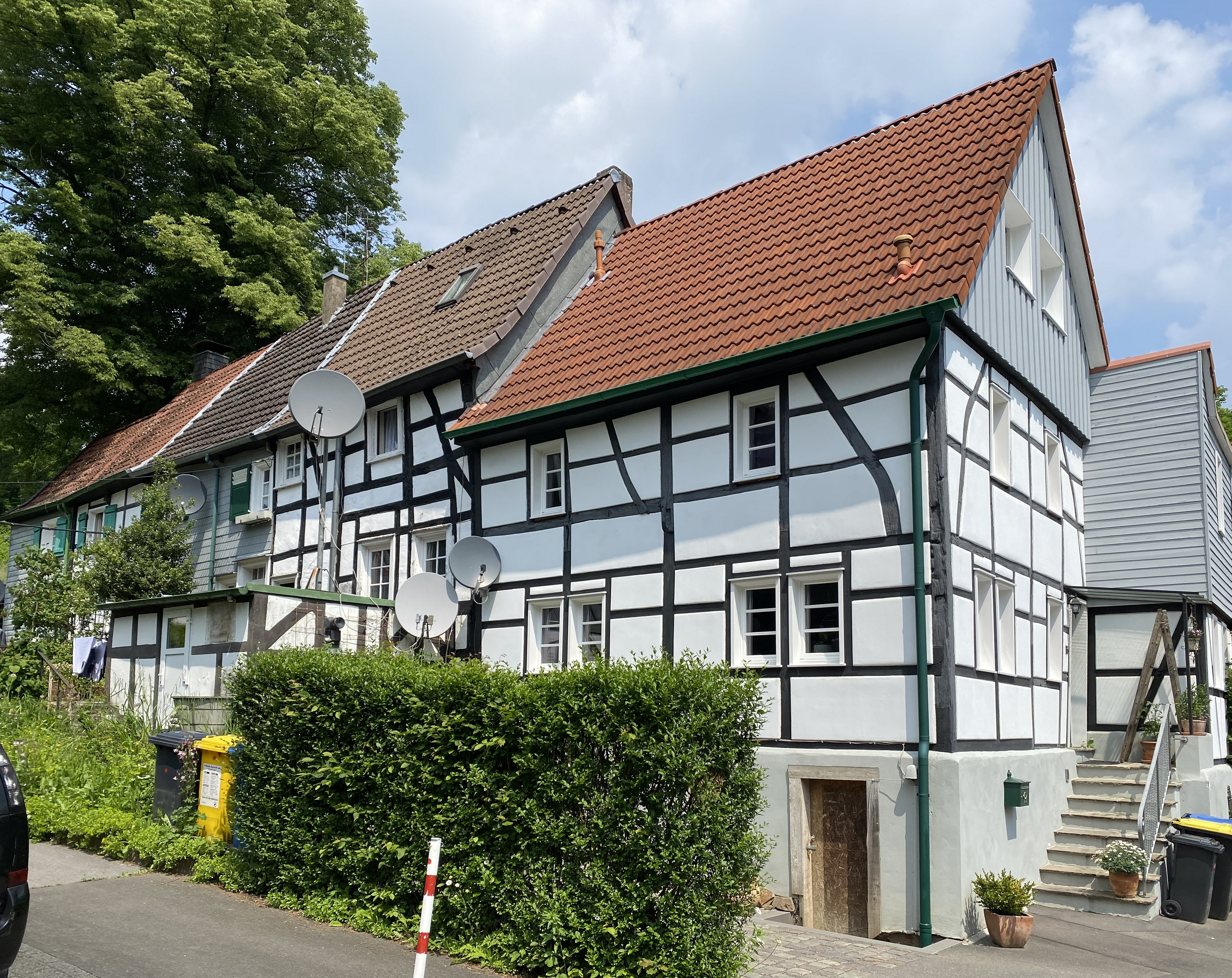
Windfeln, eine der ältesten Höfe in Dorp

Im Gemeindegebiet der späteren Bürgermeisterei und Stadt Dorp reichen die Siedlungsanfänge vermutlich bis in das 11. Jahrhundert zurück. Wie in der gesamten Region war auch im Dorper Raum zunächst die sogenannte Einzelhofbesiedlung üblich, die sich an dazu geeigneten Stellen weilerartig verdichtete. Die ältesten dieser Höfe im Dorper Raum sind die seit dem 13. Jahrhundert nachgewiesenen Orte Unnersberg, Windfeln, Hohenscheid, Jagenberg und Schaberg. Die namensgebende Hofschaft Dorper Hof hat ihre Ursprünge mutmaßlich im 14. Jahrhundert, entwickelte sich bis in das 18. Jahrhundert allerdings zum größten Dorf der späteren Bürgermeisterei und wurde ihr Titularort.:1
Im Mittelalter wurde das Gebiet um Dorp in die drei Honschaften Balkhausen, Dorp und Solingen als Untergliederung des Kirchspiels Solingen innerhalb des Amtes Solingen im Herzogtum Berg gebildet. Alle drei Honschaften gehörten zum Landgerichtsbezirk Solingen. Die meisten der auf Dorper Gebiet befindlichen Höfe gehörten zur Villikation des Solinger Fronhofes, der 1363 an die Abtei Altenberg verkauft worden war. Auch die Fischereirechte an der Wupper lagen bei der Abtei Altenberg, die allerdings ab 1598 an den Betreiber der Papiermühle verpachtet wurden. Neben der Abtei Altenberg verfügte auch das Stift Gerresheim in Dorp über Besitztümer, weitere Höfe und Ländereien waren zumindest zeitweise in ritterlichem Besitz wie etwa Windfeln, das erst im 14. Jahrhundert an die Johanniterkommende in Burg gefallen ist.:2
Wie auch in Solingen war in Dorp seit dem Mittelalter die Schneidwarenindustrie der bedeutendste Wirtschaftszweig. An der Wupper und den zahlreichen Bächen im späteren Gemeindegebiet wurden Schleifkotten errichtet, in denen mithilfe der Wasserkraft ursprünglich Blankwaffen wie Schwerter und Dolche produziert wurden, über die Jahrhunderte wurde die Produktion auf haushaltsübliche Schneidwaren wie Messer, Scheren oder Besteck umgestellt.:5ff. Ein weiterer Wirtschaftszweig war die Papierherstellung, die ab dem 16. Jahrhundert hauptsächlich in der zunächst von Johannes Soter betriebenen Papiermühle an der Wupper konzentriert war.
Im 18. Jahrhundert wurden im Gebiet um Dorp einige insbesondere für die Stadt Solingen bedeutsame Verkehrswege ausgebaut. Den Anfang machte 1753/1754 die Anlage des Neuen Rheinwegs von Solingen über Weeg, Höhscheid und Aufderhöhe bis zum Rheinhafen in Hitdorf. Dieser wurde zwischen Dickenbusch und Weeg ein kurzes Stück auch über späteres Dorper Gebiet gebaut (heute die Bundesstraße 229, Grünewalder Straße). Im Jahre 1775/1776 wurde der Kohlenweg von Cronenberg über Kohlfurth nach Solingen ausgebaut, über den ein wesentlicher Teil der Kohleversorgung für die Stadt Solingen verlief. Im Jahre 1810 wurde diese Straße zur Chaussee ausgebaut (heute Landesstraße 427, Cronenberger Straße). Beide Abschnitte waren nun Teil der Provinzialstraße Elberfeld–Hitdorf. Der zunehmende Fuhrwerksverkehr hatte auch in Dorp neue Siedlungsgründungen an diesen Straßen zur Folge, so entstanden etwa Wirtschaften oder Fuhrwerksraststätten im späteren Gemeindegebiet.

### 19. Jahrhundert bis 1850
Das Herzogtum Berg, in dem Dorp sich befand, gehörte zuletzt aufgrund von Erbfällen zum Besitz Königs Maximilian I. Joseph von Bayern. Am 15. März 1806 trat er das Herzogtum an Napoleon Bonaparte im Tausch gegen das Fürstentum Ansbach ab. Dieser übereignete das Herzogtum an seinen Schwager Joachim Murat, der es am 24. April 1806 zusammen mit den rechtsrheinischen Grafschaften Mark, Dortmund, Limburg, dem nördlichen Teil des Fürstentums Münster und weiteren Territorien zu dem Großherzogtum Berg vereinte.
Bald nach der Übernahme begann die französische Verwaltung im Großherzogtum neue und moderne Verwaltungsstrukturen nach französischem Vorbild einzuführen. Bis zum 3. August 1806 ersetzte und vereinheitlichte diese Kommunalreform die alten bergischen Ämter und Herrschaften. Sie sah die Schaffung von Départements, Arrondissements, Kantone und Munizipalitäten (ab Ende 1808 Mairies genannt) vor und brach mit den alten Adelsvorrechten in der Kommunalverwaltung. Am 14. November 1808 war dieser Prozess nach einer Neuordnung der ersten Strukturierung von 1806 abgeschlossen. In dieser Zeit wurde die Munizipalität bzw. Maire Dorp als Teil des Kanton Solingen im Arrondissement Elberfeld geschaffen. Ihr gehörten die altbergischen Honschaften Balkhausen, Dorp und Solingen sowie die Höfe Bünkenberg, Scharfhausen und Brühl an.:1 Die Honschaft Solingen umfasste dabei aufgrund des mittelalterlichen Stadtrechts das weitere Umfeld der Stadt Solingen, aber nicht die Stadt und deren Außenbürgerschaft selbst.
1813 zogen die Franzosen nach der Niederlage in der Völkerschlacht bei Leipzig aus dem Großherzogtum ab und es fiel ab Ende 1813 unter die provisorische Verwaltung durch Preußen im sogenannten Generalgouvernement Berg, die es 1815 durch die Beschlüsse des Wiener Kongreß endgültig zugesprochen bekamen. Mit Bildung der preußischen Provinz Jülich-Kleve-Berg 1816 wurden die vorhandenen Verwaltungsstrukturen im Großen und Ganzen zunächst beibehalten und unter Beibehaltung der französischen Grenzziehungen in preußische Landkreise, Bürgermeistereien und Gemeinden umgewandelt, die häufig bis in das 20. Jahrhundert Bestand hatten. Der Kanton Solingen wurde zum Kreis Solingen, die Maire Dorp zur Bürgermeisterei Dorp.
Bereits 1814 wurde der Versuch unternommen, die Bürgermeistereien Dorp, Höhscheid und Solingen zu einer Gemeinde zu vereinigen, der jedoch scheiterte.:1

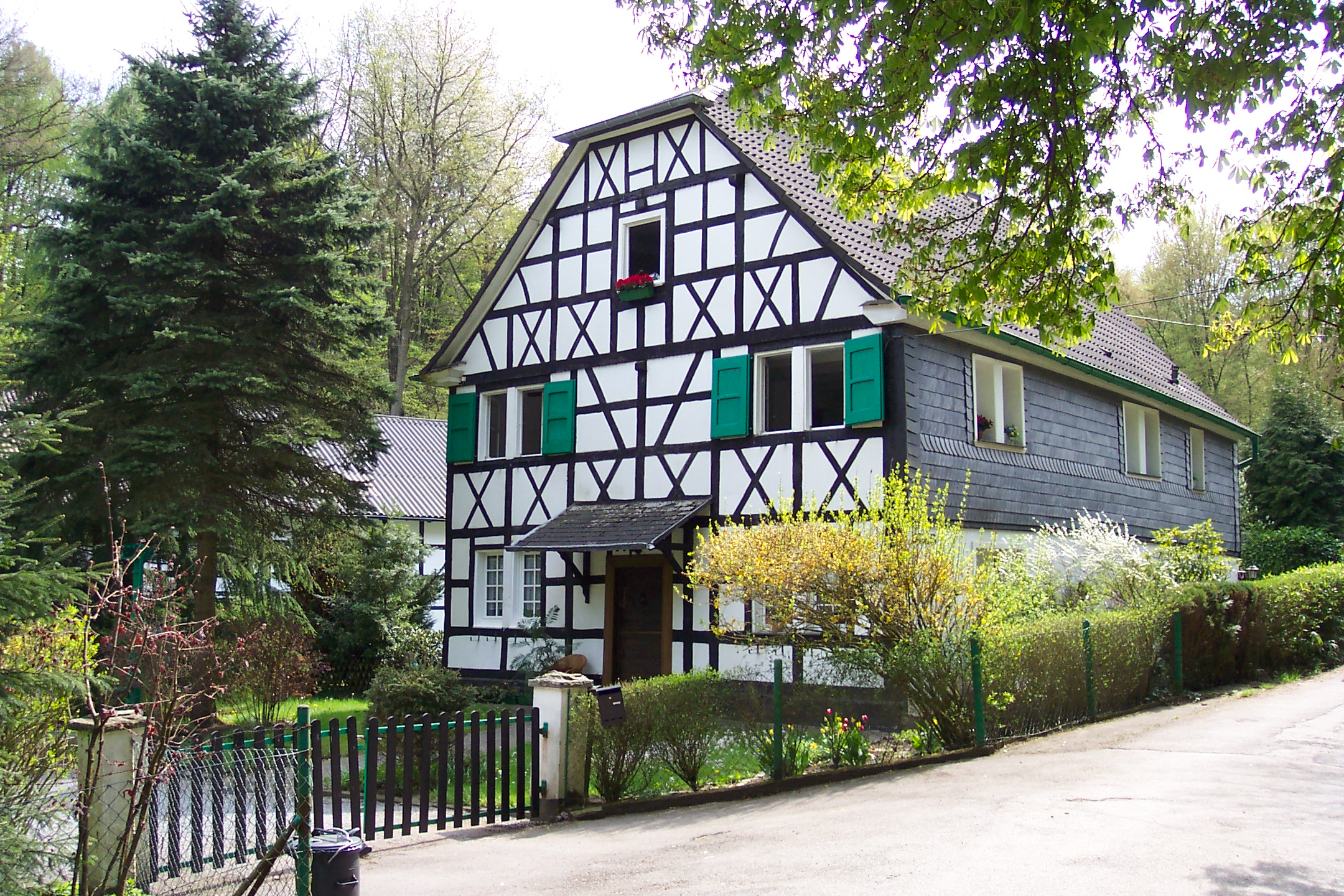
Fleußmühle

1815/16 lebten zusammen 4.048 Einwohner in der Bürgermeisterei. Laut der Statistik und Topographie des Regierungsbezirks Düsseldorf besaß die Bürgermeisterei 1832 eine Einwohnerzahl von gesamt 4.641, die sich in 563 katholische und 4.078 evangelische Gemeindemitglieder aufteilten. Die Wohnplätze der Bürgermeisterei umfassten zusammen acht öffentliche Gebäude, 695 Wohnhäuser, 173 Fabriken und Mühlen und 481 landwirtschaftliche Gebäude. Zu den Wohnplätzen, Höfen und Ortschaften der Bürgermeisterei gehörten laut der Statistik (zeitgenössische Schreibweise) Dorp (Titularort), Grunewald, Esel, Oben Weg, Unten Weg, Weiße Pferd, Wiedenhof, Irlen, Brühl, Kirberg, Kirschbaumshöh, Maushöhe, Spielbruch, Lindenbaum, Tannenbaum, Höhe, 4tes Feld, 2tes Feld, Meigen, Theegarten, Papiermühle, Altenbau, Städtgesmühle, Kannenhof, Bock, zu Clauberg, Pottshaus, Stöckersberg, im Clauberg, Bernshäuschen, unter den Stöcken, Schrodtberg, Kolfert, Fleusmühle, Papiermühlerbach, Unnersberg, Königsmühl, Birmingham, Bechershäusgen, Busch, Bünkenberg, Eichholz, I. Hästen, II. Hästen, Kempen, Schelberg, Odendahl, Breidbach, Wüstenhoff, Hohenscheid, III. Balkhausen, II. Balkhausen, I. Balkhausen, Glüder, Pfaffenberg, III. Hästen, Scharfhausen, Dornhupen, Balkhausen, Billstein, Aue, Böckerhoff, Schlicken, Hoppenböcker, Flügelsmühle, Bertramsmühle, Krahenhöhe, Wieden, Birken, Steinsiepen, Jagenberg, Schaberg, Grünenburg, Eulswag, Windfeln, Eick, 3tes Feld, 1tes Feld, Hippe, Königskotten, Kirschberg, Schald, Anschlag, Arnsberg, Wiese und Strohnerbach.
In der ersten Hälfte des 19. Jahrhunderts wurden in Dorp auch weitere Verkehrswege ausgebaut, so entstanden 1823/1824 die Chaussee von Solingen über Wieden und Jagenberg nach Burg (heute Bundesstraße 229, Schützenstraße und Landesstraße 407, Burger Landstraße) und 1845 bis 1848 die ebenfalls als Chaussee ausgebaute Straße von Solingen über Krahenhöhe nach Müngsten (heute Bundesstraße 229, Remscheider Straße).:1

### 1850 bis 1889
Am 4. September 1856 erhielt Dorp aufgrund der in jenem Jahr in Kraft getretenen neuen Rheinischen Städteordnung das Stadtrecht. Die Stadtverordneten wählten den Bürgermeister auf zwölf und die Beigeordneten auf sechs Jahre. Die Bürgermeisterei bestand seitdem nicht mehr aus den drei Honschaften, sondern aus einer mit der Bürgermeisterei flächengleichen Stadt.
Die Gemeinde- und Gutbezirksstatistik der Rheinprovinz führt für das Jahr 1867 9.920 Einwohner auf. Für 1871 werden 85 Wohnplätze mit insgesamt 1.112 Wohngebäuden und 10.689 Einwohnern angegeben (8.953 evangelischen, 1.672 katholischen und 64 sonstig christlichen Glaubens). Das Gemeindelexikon für die Provinz Rheinland von 1888 gibt für die Stadt (und zugleich Bürgermeisterei) Dorp eine Einwohnerzahl von 13.285 an (10.951 evangelischen, 2.124 katholischen, 206 sonstig christlichen und vier jüdischen Glaubens), die in 77 Wohnplätzen mit zusammen 1.863 Wohnhäuser und 2.690 Haushaltungen lebten. Die Fläche der Stadt und Bürgermeisterei (1.929 ha) unterteilte sich in 859 ha Ackerland, 145 ha Wiesen und 392 ha Wald. Zu den bereits 1832 genannten Wohnplätzen werden im Gemeindelexikon zusätzlich aufgelistet: Felsenkeller, Grünental, Kannenbrühl, Kirschbaumskotten, Meigenerbrühl, Meisenburg, Sturmsloch, Vockert und Vockerterbusch.

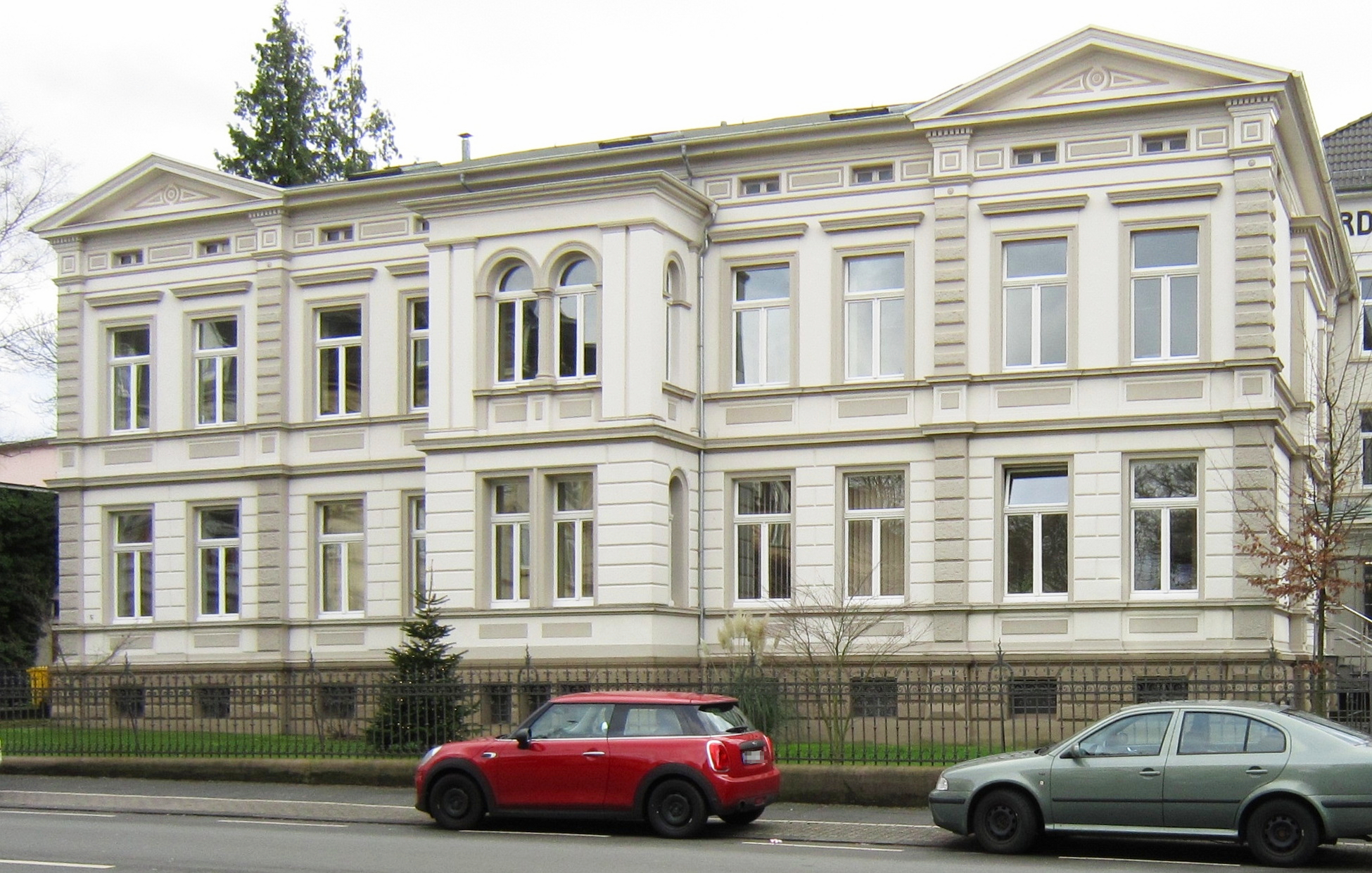
Rathaus Dorp

Erst in den 1880er Jahren begann das bis dahin in seiner äußeren Gestalt nur als Landgemeinde existierende Dorp mit dem Aufbau städtischer Strukturen. Ausgangspunkt dieser Entwicklung war 1880 die Verleihung eines Stadtwappens gewesen. 1881 schied Dorp aus dem bisherigen Sparkassenverbund mit Solingen aus und gründete seine eigene Sparkasse. Im Jahre 1882 stellte die Stadt Dorp einen Bebauungsplan auf, damit verbunden war erstmals die Einführung offizieller Straßennamen in der Gemeinde. Der Bebauungsplan sah auch die Anlage einer Rathausstraße zwischen Schützenstraße und Brühler Straße vor, dort, abseits des ursprünglichen Siedlungskerns am Dorper Hof, sollte das neue Zentrum der Stadt entstehen. 1884/1885 entstand dort das neue Rathaus der Stadt Dorp, der Höhepunkt einer kurzen Periode urbaner Entwicklung der Stadt Dorp. Die Stadt Dorp appellierte an die Dorper Bürgerschaft, die Rathausstraße durch private Neubauten mit Gaststätten und Geschäften als neues Stadtzentrum zu beleben. Ein 1885 eingeweihter Platz gegenüber dem Rathaus wurde zum Marktplatz. Zwischen 1881 und 1887 erschien auch eine Dorper Zeitung im Ort.:1, 3, 8
Am Ende der 1880er Jahre stimmten die Dorper Stadtverordneten in geheimer Abstimmung für die Vereinigung mit der Nachbarstadt Solingen. Mit Wirkung zum 1. Januar 1889 wurde daraufhin die Stadt und Bürgermeisterei Dorp in die benachbarte Stadt Solingen eingemeindet. Ursächlich für diese Entwicklung war, dass Dorp im Norden bereits mit Solingen zusammengewachsen war. Dorp und Solingen waren lange Zeit durch einen Bürgermeister in Personalunion verwaltet worden, auch durch die Zugehörigkeit zum Solinger Industriegebiet war die Dorper Wirtschaft eng mit der Solingens verbunden.:5ff. Kommende städtebauliche Herausforderungen wie der Aufbau einer modernen Trinkwasserversorgung waren gemeinsam mit der Stadt Solingen leichter zu bewerkstelligen.

## Wappen und Siegel
Die Führung eines Siegels ist in Dorp bereits seit 1811 nachweisbar. Das aus dem Siegel entwickelte Wappen wurde der Stadt Dorp im Jahre 1880 verliehen. Es wird wie folgt beschrieben:
„Wappenschild, dreigeteilt; vorn ein Baum, hinten ein gekrönter Löwe, unten 2 gekreuzte Klingen über einem Rad, darüber 2 gekreuzte Hämmer, über dem Wappenschild Mauer mit 3 Zinnen“
Der Bergische Löwe symbolisiert die Zugehörigkeit der Bürgermeisterei und Stadt zum Bergischen Land, die abgebildeten Waffen und Werkzeuge sind Insignien der Dorper Industrie. Die drei Türme, die das Wappen krönen, symbolisieren den Status Dorps als Kleinstadt.:3

## Bürgermeister
Folgende Persönlichkeiten übten in der Bürgermeisterei und späteren Stadt Dorp von 1808 bis 1889 das Amt des Bürgermeisters aus (in Klammern die Amtszeiten):
- Gerhard Daniel Knecht (1808–1812)
- Karl Klönne (1817–1835)[12]
- Peter Müller (1835–1843)[12]
- Heinrich Küppers (1843–1850)
- Robert Stosberg (1851–1879)
- Ludwig Baecker (1880–1888)

In der zweiten Jahreshälfte des Jahres 1850 übernahm nach Ausscheiden von Bürgermeister Küppers der Dorper Beigeordnete Ferdinand Jagenberg vorübergehend die Amtsgeschäfte. Nach dem Tod des Bürgermeisters Robert Stosberg im Jahre 1879 führte der spätere Solinger Oberbürgermeister Friedrich Haumann kommissarisch die Geschäfte der Stadt Dorp, bis Bürgermeister Baecker im April 1880 sein Amt antrat.

## Relikte der einstigen Stadt

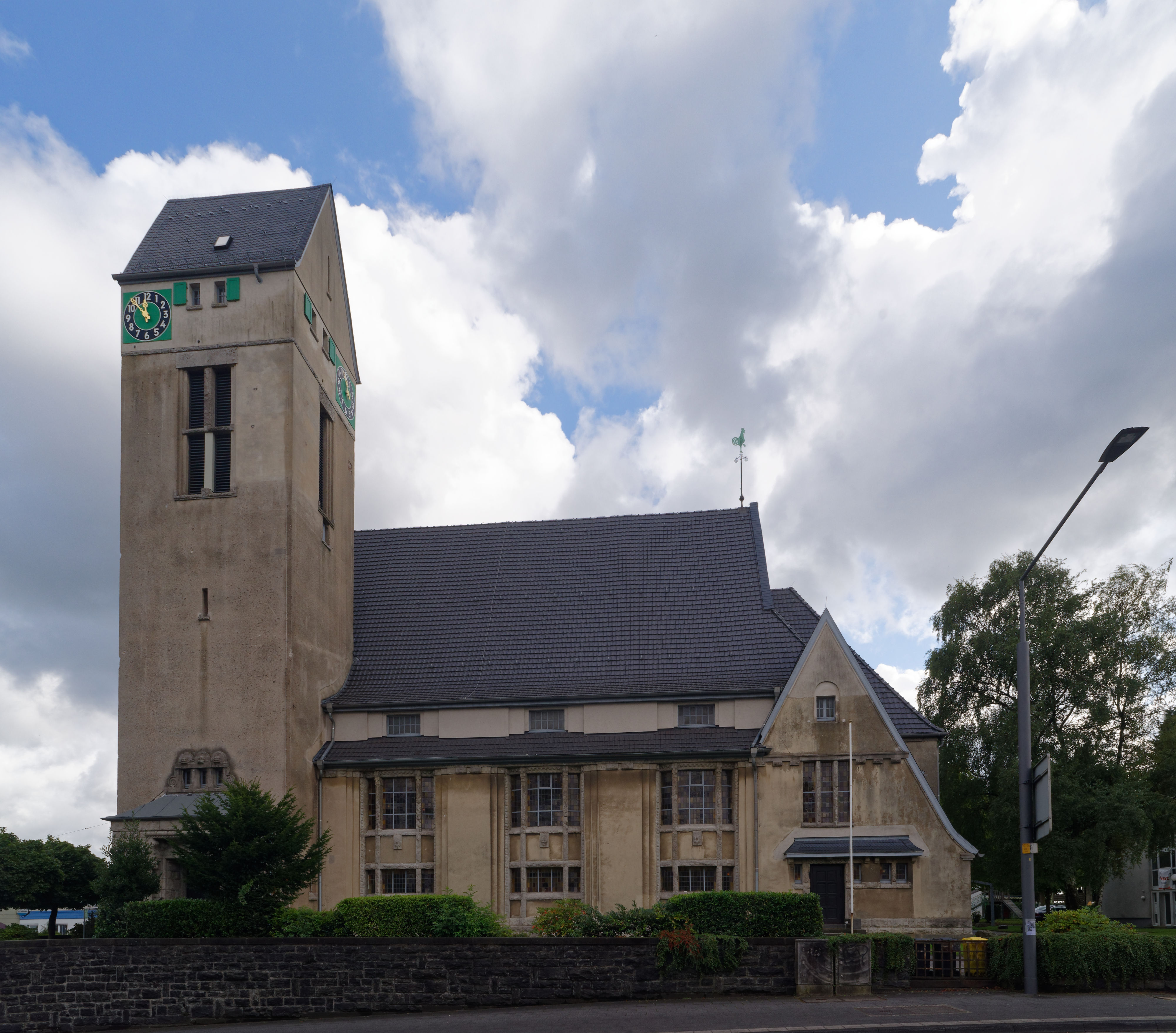
Dorper Kirche

Aufgrund der bereits 1889 erfolgten Eingemeindung nach Solingen sind viele sichtbare Spuren der Bürgermeisterei und Stadt Dorp bereits frühzeitig aus dem Stadtbild verschwunden. Das ehemalige Gemeindegebiet wurde Alt-Solingen zugeschlagen, das wiederum im Jahre 1929 mit Ohligs, Wald, Gräfrath und Höhscheid zur neuen Großstadt Solingen zusammengeschlossen wurde. Auf heutigen Stadtplänen weist kaum noch etwas auf die Existenz der einstigen Stadt Dorp hin, erst bei genauerer Betrachtung finden sich einzelne Relikte der einstigen Stadt:
- Straßennamen: Neben der Dorper Straße, die – einst auf dem Stadtgebiet Solingens gelegen – den Weg in die Nachbarstadt wies, gibt es heute noch die Rathausstraße, die auf den Standort des ehemaligen Dorper Rathauses hinweist, daneben stammen einige weitere Straßennamen aus den 1880er Jahren, darunter die Bismarckstraße, wurden also durch die Dorper Stadtverordneten vergeben. Auch der Dorper Hof ist noch vorhanden, der ursprüngliche Siedlungskern der Stadt zwischen Krahenhöhe und Jagenberg.[3]:1, 2
- Bushaltestelle: Zwischen Ritterstraße und Bülowstraße trägt eine Bushaltestelle der Oberleitungsbuslinie 683 der Stadtwerke Solingen den Namen Dorp, der an die einstige Stadt erinnert.
- Bauwerke: An der Ecke Ritterstraße/Schützenstraße befindet sich die im Jahre 1914 eingeweihte Dorper Kirche, diese gehört zur evangelischen Kirchengemeinde Solingen-Dorp,[13] an der Rathausstraße befindet sich das alte Dorper Rathaus, das seit 1922 als Verwaltungsgebäude eines Industriebetriebs genutzt wird, der einstige Marktplatz gegenüber dem Rathaus ist heute ein Parkplatz.[14]
- Gemarkung: Das einstige Gemeindegebiet Dorps bildet bis heute eine der sieben Gemarkungen, die die Stadt Solingen im Kataster untergliedern.[2]